# Бонхёффер, Карл Фридрих
Карл Фридрих Бонхёффер (нем. Karl-Friedrich Bonhoeffer; 13 января 1899, Бреслау, Пруссия — 15 мая 1957, Гёттинген, Нижняя Саксония) — немецкий химик.
Брат антифашиста Дитриха Бонхёффера.

## Биография
Родился в Бреслау, он был старшим братом богослова Дитриха Бонхёффера. Его отцом был невролог Карл Бонхёффер, а матерью — Паула фон Хасе.
Бонхёффер учился в 1918 году в Тюбингене и Берлине, а в 1922 году защитил докторскую диссертацию в Берлине у Вальтера Нернста. С 1923 по 1930 год он был ассистентом Фрица Габера в Институте физической химии и электрохимии им. Кайзера Вильгельма в берлинском Далеме. После получения степени в 1927 году он стал профессором в Университете Берлина. В 1930 году Бонхёффер был назначен профессором физической химии во Франкфуртском университете. Четыре года спустя он был назначен профессором физической химии в Лейпцигском университете. Он стал профессором физической химии в Университете Берлина в 1947 году.
Бонхёффер также был директором Института физической и электрохимии им. Кайзера Вильгельма (ныне Института Фрица Хабера MPG).
В 1949 году он был назначен директором Института физической химии Макса Планка в Гёттингене. Институт был реструктурирован спустя много лет после его смерти в 1971 году и в настоящее время является Институтом биофизической химии им. Макса Планка в Гёттингене, также известным как Институт Карла Фридриха Бонхёффер. В 1929 году Бонхёффер вместе с Полом Хартеком открыл спиновые изомеры водорода, ортоводорода и параводорода.
Он умер в Гёттингене в 1957 году в возрасте 58 лет.